# Büren an der Aare
Pour les articles homonymes, voir Buron (homonymie) et Büren.
Büren an der Aare ou Buron sur Aar est une commune suisse du canton de Berne, située dans l'arrondissement administratif du Seeland.

## Géographie
Petite ville médiévale, Buron est coincée entre le Städtliberg l’Aar et le Häftli. Entièrement entourée d’un fossé avant les corrections des eaux du Jura, elle forme aujourd’hui un triangle adossé aux berges du canal de Nidau-Büren.

## Histoire
La ville a été construite au XIIIe siècle.
Büren an der Aare fait partie du bailliage de Büren de 1393 à 1798.
Un pont de bois couvert franchit l’Aar en direction de Longeau. Dans la nuit du 5 au 6 avril 1989, un incendie criminel a détruit ce pont. Un nouvel ouvrage a été inauguré le 8 août 1991.
Des fouilles réalisées entre 1992 et 1997 ont permis de découvrir le site de Chilchmatt, situé au sud de la ville, un site occupé depuis l'âge du bronze. C'était un lieu de pèlerinage important à la fin du Moyen Âge.
Depuis 2017, le bourg, grâce à sa beauté architecturale, son histoire et sa situation privilégiée, fait partie de l'association « Les plus beaux villages de Suisse ».

### Le camp de Büren an der Aare entre 1940 et 1942
Pendant la Seconde Guerre mondiale, un camp a été installé dans la « Alte Aare » à Büren an der Aare par l'armée suisse. La Alte Aare (de) est une île formée entre l'ancien lit de rivière et le nouveau tracé du canal de l'Aare.
En juin 1940, la deuxième division polonaise de fusiliers d'infanterie, commandée par Bronisław Prugar-Ketling, fut envoyée sur le front de l'ouest afin de soutenir la huitième armée française dans la région de Belfort. Après la défaite, afin d'éviter d'être capturée, la division passa la frontière au sud de l'Ajoie, le 20 juin, plus de douze mille hommes. Le camp hébergea une partie de la division polonaise qui avait passé la frontière suisse après l'Armistice. Le camp fut construit par les Polonais en août 1940, en 1942 le camp accueillait des réfugiés juifs.
Le camp fut le lieu de détention de réfugiés juifs.
Le camp fut fermé en 1942 à la suite de mauvaises conditions sanitaires et d'une sous-alimentation due à des pratiques malhonnêtes programmées par les responsables du camp. Aussi des vols de coupons de rationnement par le chef de camp. Le scandale a été dévoilé par le magazine « Die Nation ».

## Transports
- Ligne ferroviaire CFF Lyss- Büren an der Aare
- Ligne du bus pour Busswil, Granges, Soleure et Zollikofen.
- Autoroute A5, sortie 29
- Bateaux pour Bienne et Soleure (de mai à septembre)

## Monuments
- La vieille ville.
- Église réformée.
- Hôtel de ville.
- Château des baillis.
- Pont couvert, incendié en 1798 et reconstruit en 1821 sous la direction de l'architecte Johann Daniel Osterrieth[10].

## Culture
- Théâtre : « Kellertheater im Lindenhof ».

## Personnalités
- Peter Travaglini, artiste, sculpteur et graphiste, né en 1927, originaire de Vira (Gambarogno) voir : liste des œuvres de Peter Travaglini
- Markus Raetz, artiste, né dans la commune.

## Galerie

Photo aérienne par Walter Mittelholzer (1932).
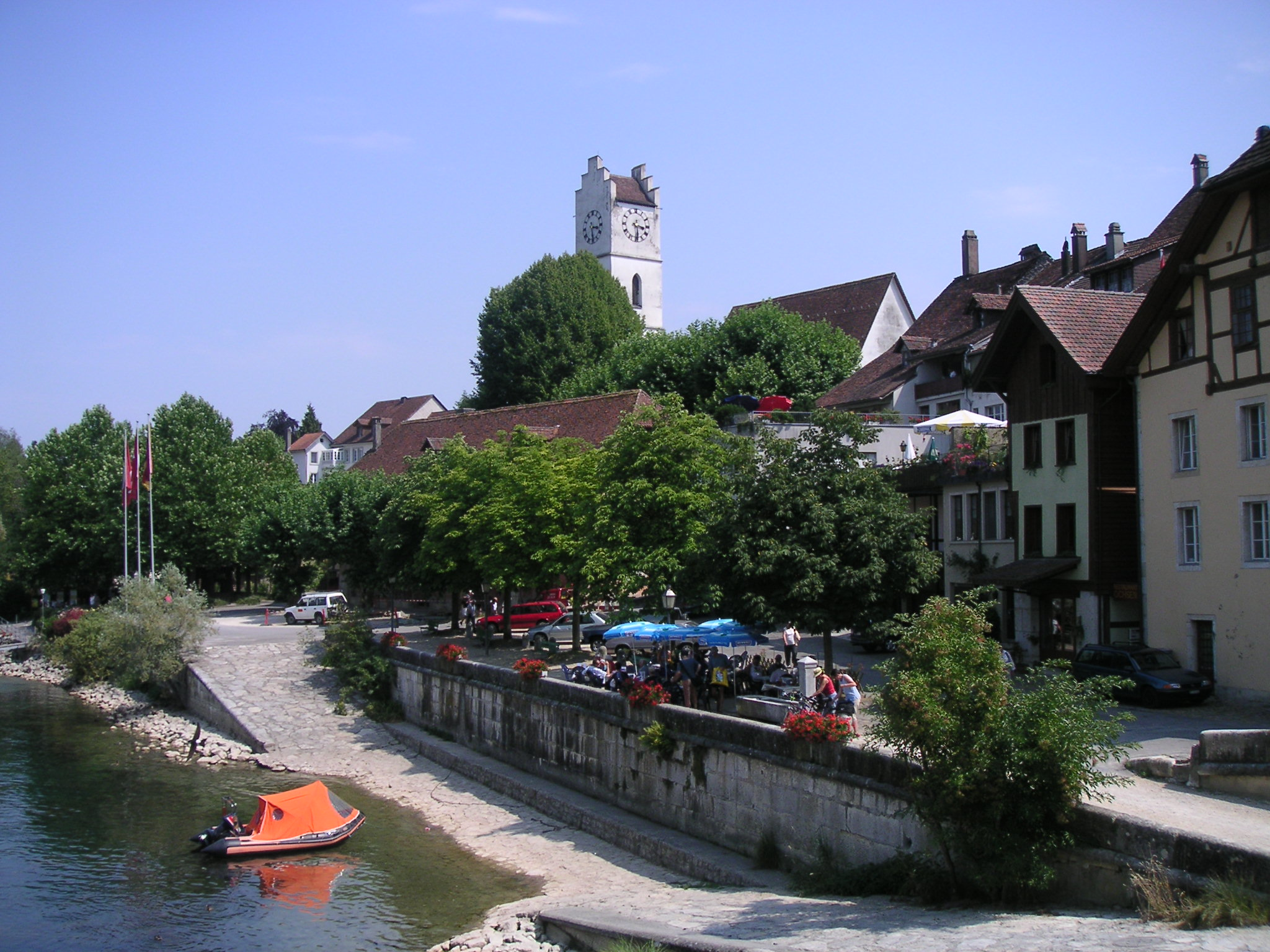
Les bords de l'Aar à Büren an der Aare.
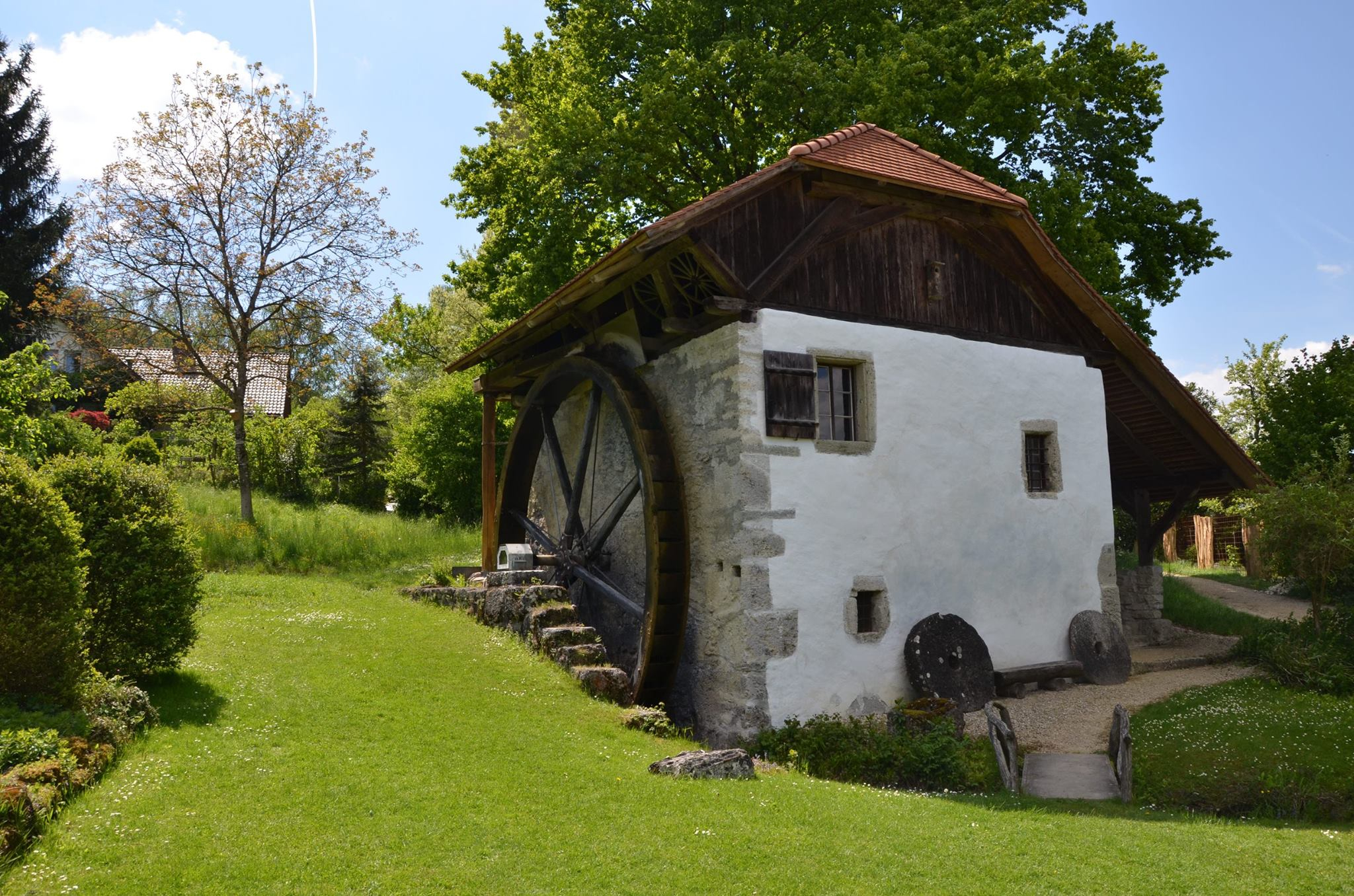
Vieux moulin à eau.